# Паротурбінна установка

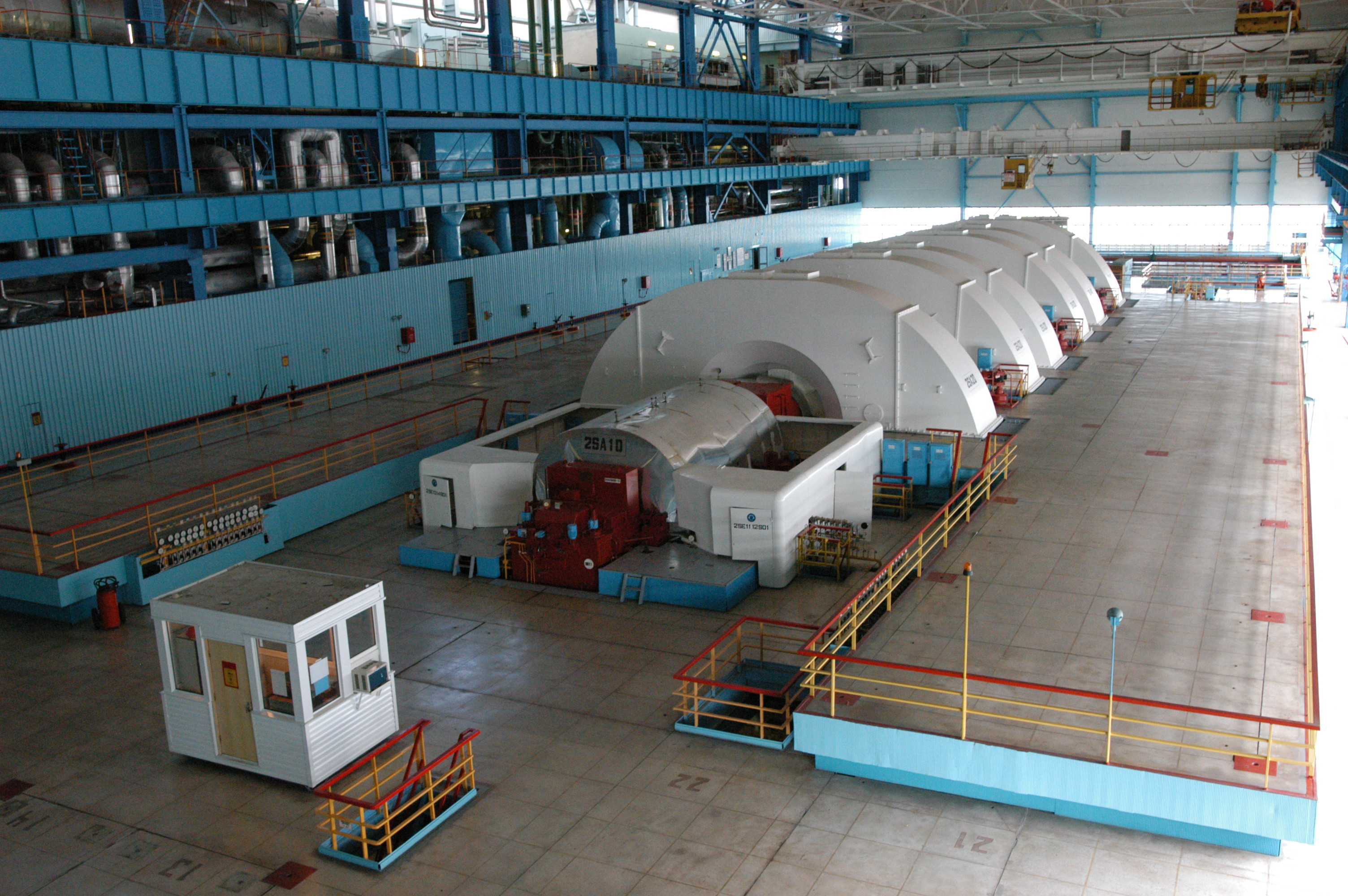
Паротурбінна установка Балаковської АЕС

Паротурбінна установка — постійно діючий тепловий агрегат, робочим тілом якого є вода і водяна пара. Паротурбінна установка є механізмом для перетворення потенційної енергії стисненої і нагрітої до високої температури пари в кінетичну енергію обертання ротора турбіни. Включає в себе парову турбіну і допоміжне обладнання. Паротурбінні установки використовуються на теплових і атомних електростанціях для приводу електричного генератора, що входить до складу турбоагрегату (турбогенератора), а також на кораблях як привод гребного гвинта.

## Основні відомості
На електричній станції механічна енергія перетворюється в електричну енергію за допомогою електричного генератора, але він до складу паротурбінної установки не входить.
Принципова теплова схема паротурбінної установки для приводу електрогенератора зображена на малюнку.
Електричний генератор на теплових схемах вказується умовно, для розуміння його приєднання, так як він не є елементом в якому відбувається перетворення теплової енергії робочого тіла.
Свіжа пара з котельного агрегату (1), де він отримав тепло від згоряння палива, надходить в турбіну (2) і, розширюючись в ній, здійснює механічну роботу, обертаючи ротор електрогенератора (3). Після виходу з турбіни пар надходить в конденсатор (4), де відбувається його конденсація. Конденсат відпрацьованої в турбіні пари за допомогою конденсатного насосу (5) проходить через підігрівач низького тиску (ПНТ) (6) в деаератор (7). З деаератора живильний насос (8) подає воду через підігрівач високого тиску (ПВТ) (9) в котельний агрегат.
Підігрівачі (6) і (9) та деаератор (7) утворюють систему регенеративного підігріву поживної води, яка використовує пару з нерегульованих відборів парової турбіни.